# Горячёва, Анна (певица)
Анна Горячёва (род. 10 декабря 1983, Ленинград) — российская оперная певица. Номинант премии «Золотая маска» 2010 года (Конкурс спектаклей театров оперы). Солистка Цюрихского оперного театра (с 2012) Большого театра (с 2019).

## Биография
Начинала обучение как пианистка, затем поступила на вокальный факультет Санкт-Петербургской государственной консерватории им. Н. А. Римского-Корсакова под руководством Галины Киселевой (окончила с отличием в 2008 г.).
С 2008 г. — солистка театра «Санктъ-Петербургъ опера», на сцене которого исполняла партии Полины («Пиковая дама» П. Чайковского), Марины Мнишек («Борис Годунов» М. Мусоргского), Ольги («Евгений Онегин» П. Чайковского), Донны Эльвиры («Дон Жуан» В. А. Моцарта) — номинация на театральную премию «Золотая маска» (2010 г.).
В 2009-11 г. проходила стажировку в римской Национальной академии Санта Чечилия. Занималась с Ренатой Скотто, с Ромуальдо Савастано — в академии «A.R.T. Musica».
2011 г. — дебют во Фламандской опере Антверпена — в партии Маркизы Мелибеи («Путешествие в Реймс» Дж. Россини, дирижёр Альберто Дзедда).
2012—2017 г.: солистка Цюрихской оперы. Выступала в спектаклях «Саломея» Р. Штрауса (Паж Иродиады), «Шелковая лестница» Дж. Россини (Лучилла), «Три сестры» П. Этвёша (Маша), «Ринальдо» Г. Ф. Генделя (Эустазио), «Дон Жуан» В. А. Моцарта (Церлина), «Нюрнбергские мейстерзингеры» Р. Вагнера (Магдалина), «Пиковая дама» П. Чайковского (Полина), «Севильский цирюльник» Дж. Россини (Розина), «Истина в испытании» А. Вивальди (Селим), «Путешествие в Реймс» (Маркиза Мелибея) и «Роланд-паладин» Й. Гайдна (Альцина). Участвовала в мировой премьере оперы Кристиана Йоста «Красный фонарь» (дирижёр Алан Альтиноглу).
2019 г. — пела в постановке оперы «Пиковая дама» Штефана Херхайма на сцене Королевской оперы Ковент-Гарден (дирижёр Антонио Паппано) и спектакле «Обручение в монастыре» С. Прокофьева (дирижёр Даниэль Баренбойм, режиссёр Дмитрий Черняков).
В Большом театре дебютировала в 2019 г. в партии Маркизы Мелибеи («Путешествие в Реймс» Дж. Россини). В том же году исполнила заглавную партию на премьере оперы «Дидона и Эней» Г. Перселла (дирижёр Кристофер Мулдс, режиссёр Венсан Уге). В 2020 г. исполнила партию Розины («Севильский цирюльник» Дж. Россини).

## Значимые работы
Заглавная партия в опере «Кармен» Ж. Бизе (Королевская опера Ковент-Гарден в Лондоне, Оперный фестиваль Арена ди Верона, Королевский театр / Teatro Real в Мадриде, Фламандская опера в Антверпене), Дорабелла / «Так поступают все женщины» В. А. Моцарта (постановка К. Серебренникова в Цюрихской опере, спектакли во Флоренции и Болонье), Розина / «Севильский цирюльник» Дж. Россини (Фестиваль барочной оперы в Боне, Михайловский театр в Санкт-Петербурге), Секст / «Милосердие Тита» В. А. Моцарта (Гент и Антверпен), заглавная партия в опере «Золушка» Дж. Россини (Норвежская национальная опера в Осло), Маркиза Мелибея/ «Путешествие в Реймс» (спектакль Дамиано Микьелетто в Королевской Датской опере, Нидерландской национальной опере в Амстердаме, Фламандской опере в Антверпене); Адальджиза / «Норма» В. Беллини (Триест и Неаполь), Полина / «Пиковая дама» (Амстердам), Альцина / «Роланд-паладин» Й. Гайдна (театр Шатле в Париже). На Россиниевском оперном фестивале в Пезаро исполнила партии Изабеллы («Итальянка в Алжире») и Эдоардо («Матильда ди Шабран»). В Парижской национальной опере дебютировала в партии Руджеро («Альцина» Г. Ф. Генделя).
Сотрудничала с такими дирижёрами, как Даниэль Баренбойм, Антонио Паппано, Фабио Луизи, Себастьян Вайгль, Йиржи Белоглавек, Энрике Маццола, Оттавио Дантоне, Даниэле Рустиони, Алан Альтиноглу, Микеле Мариотти, Альберто Дзедда, Стефано Молинари, Нелло Санти, Кристоф Руссе, Марис Янсонс, Дмитрий Юровский, Жан-Кристоф Спинози, Андрес Ороско-Эстрада.

## Награды
- 2008 г. — лауреат Международного конкурса оперных артистов имени Галины Вишневской (II премия и специальный приз жюри; Москва);
- 2008 г. — лауреат Международного конкурса исполнителей «Надежды. Таланты. Мастера» (I премия; Добрич, Болгария).

## Личная жизнь
Замужем за итальянским баритоном Симоном Альбергини; у них есть один ребёнок.